# Quart (Italië)
Quart is een gemeente in de Italiaanse regio Aostadal en telt 3263 inwoners (31-12-2004). De oppervlakte bedraagt 62,3 km², de bevolkingsdichtheid is 52 inwoners per km².
De volgende frazioni maken deel uit van de gemeente: Argnod, Éclou, L'Amérique, Les Cleyves, Trois-Villes, La Montagne, Villair-de-Quart, Villefranche, Ville-sur-Nus, Petit-Français, Impériau, Torrent-de-Maillod, Villeneuve, Champlan, Larey, Avisod, Bagnère, Chantignan, Chétoz, La Combe, Cort, Crétallaz, Créton, Effraz, Jeanceyaz, Morgonaz, Olleyes, Porsan, Seran, Teppe, Lillaz, Vignil, Povil, Vollein.

## Demografie
Quart telt ongeveer 1402 huishoudens. Het aantal inwoners steeg in de periode 1991-2001 met 19,3% volgens cijfers uit de tienjaarlijkse volkstellingen van ISTAT.
| Jaar | Inwoneraantal |
| ---- | ------------- |
| 1991 | 2602          |
| 2001 | 3103          |

## Geografie
De gemeente ligt op ongeveer 535 m boven zeeniveau.
Quart grenst aan de volgende gemeenten: Brissogne, Nus, Oyace, Pollein, Saint-Christophe, Saint-Marcel, Valpelline.